# Đặng Hữu Dương
Đặng Hữu Dương (1860-1923) là một vị quan thời nhà Nguyễn trong lịch sử Việt Nam.

## Thân thế
Đặng Hữu Dương sinh năm Canh Thân (năm 1860) tại làng Hành Thiện, huyện Giao Thủy (nay là thôn Hành Thiện, xã Xuân Hồng, huyện Xuân Trường, tỉnh Nam Định) trong một gia đình có truyền thống nho học. Ông là con trưởng ông Đặng Hữu Thới và là cháu đích tôn Cử nhân Giáo thụ phủ Kinh Môn (Hải Dương) Đặng Văn Bính. Em ruột ông là Đặng Hữu Nữu (tức Do) cũng đỗ Cử nhân, làm Tri huyện Hiệp Hoà (Bắc Giang).
Hồi nhỏ, Đặng Hữu Dương học cụ đồ Đặng Vũ Diễn ở làng. Ông tỏ ra rất thông minh, học giỏi. Ông mặt mũi sáng sủa, trán cao, mắt sáng, khôi ngô.

## Sự nghiệp
Khoa thi Hương năm Kỷ Mão niên hiệu Tự Đức 32 (1879), Đặng Hữu Dương đỗ Cử nhân. Theo lời khuyên của vợ, ông vào Huế theo học ở Quốc Tử giám là trường lớn nhất nước thời đó, có nhiều sách vở rất thuận lợi cho học tập.
Khoa Ất Dậu 1885, Đặng Hữu Dương thi Hội trúng cách, đã truyền lô. Đến khi thi Đình, ông đã được chấm đỗ Đệ tam giáp đồng Tiến sĩ xuất thân, nhưng vì kinh thành có biến nên chưa kịp truyền lô do Tôn Thất Thuyết và Nguyễn Văn Tường rước vua rời kinh thành để tổ chức việc kháng Pháp. Đến khoa Kỷ Sửu niên hiệu Thành Thái 1 (1889), ông chỉ phải vào thi Đình và đỗ Đệ Tam giáp đồng Tiến sĩ xuất thân. Khoa này làng Hành Thiện còn có ông Nguyễn Ngọc Liên cũng đỗ Đệ tam giáp đồng Tiến sĩ xuất thân.
Sau khi đỗ Tiến sĩ, Đặng Hữu Dương vinh quy một tháng thì được bổ thực thụ Tri phủ Nam Sách (Hải Dương). Nguyên ông đã giữ chức quyền Tri phủ Nam Sách từ cuối năm 1888 theo Nghị định ngày 24 tháng 12 năm 1888 của quan Kinh lược Bắc Kỳ được Thống sứ Bắc Kỳ phê chuẩn. Trước đó ông đã làm Giáo thụ phủ Kiến Thuỵ.
Nhận chức Tri phủ Nam Sách, ông giải quyết công việc hành chính, tư pháp rất mau lẹ, công bằng và có tiếng là liêm khiết. Tháng 4 năm 1890 ông được thăng án sát Hà Nội. Tỉnh Hà Nội thời kỳ này bao gồm thành Hà Nội (theo chỉ dụ ngày 3 tháng 10 năm 1888 vua Đồng Khánh ký nhượng cho quân Pháp) và các phủ, huyện của Hà Đông, Hà Nam. Các vụ án liên quan đến dân thành Hà Nội do Toà án Pháp xử. Các vụ án liên quan đến dân các phủ, huyện còn lại do quan án sát Đặng Hữu Dương chịu trách nhiệm.
Ông nổi tiếng là vị quan công minh, thanh liêm, được nhân dân trong tỉnh sở tại vô cùng kính nể, yêu mến, tin tưởng.

## Cuối đời
Con đường làm quan có điều kiện giúp dân, giúp nước được nhiều đang rộng mở thì bất hạnh xảy đến với ông. Giữ chức án sát Hà Nội được ba năm, ông bị bệnh đau mắt. Ông xin về quê chữa trị. Được hai tháng thì mắt ông mù hẳn. Từ năm 1893 đến khi mất vào tháng 5 năm 1923, thọ 64 tuổi, ông sống trong cảnh mù loà, kết thúc con đường khoa hoạn. Mộ ông hiện để tại nghĩa trang làng Hành Thiện. Thành phố Nam Định đã đặt tên một phố mang tên Đặng Hữu Dương.
Trong cuộc đời và trong thơ văn của mình, Đặng Hữu Dương đã có nhiều tác phẩm thể hiện rõ tấm lòng yêu nước, thương dân. Về y học, ông có tập Nông gia tự liệu gồm trên sáu nghìn câu thơ lục bát ghi lại các vị thuốc và bài thuốc nam dân gian có giá trị.